# Empidideicus zuluensis
Empidideicus zuluensis är en tvåvingeart som beskrevs av Hesse 1967. Empidideicus zuluensis ingår i släktet Empidideicus och familjen svävflugor. Inga underarter finns listade i Catalogue of Life.